# Otto II. (Oldenburg-Delmenhorst)
Otto II. von Oldenburg–Delmenhorst (* wohl nach 1250; † 2. Februar 1304) war Graf von Oldenburg und später Begründer der eigenständigen Linie der Grafen von Delmenhorst.

## Herkunft und Regentschaft
Ottos Eltern waren der Graf Johann I. von Oldenburg (um 1204–um 1270) und dessen Frau Richza von Hoya.
Nach dem Tod des Vaters um 1270 folgte zunächst Ottos Onkel Otto von Oldenburg, Abt des Klosters Rastede, als Regent Oldenburgs für die minderjährige Söhne. 1272 folgte Otto II. diesem dann gemeinsam mit seinem älteren Bruder Christian III. (um 1268–1285) als Graf von Oldenburg. Etwa 1278 kam es zur Teilung der Grafschaft Oldenburg und Errichtung einer eigenen Herrschaft in Delmenhorst. Die Burg dort war zuvor durch den Vater Johann I. vollendet worden. Otto II. übernahm die dortige Herrschaft und gilt damit der Begründer der sogenannten Älteren Linie Delmenhorst, deren Angehörige sich seit 1309 Grafen von Oldenburg und Delmenhorst, später Grafen in Delmenhorst nannten. Diese Linie bestand über fünf Generationen bis 1436.
Neben Delmenhorst und Hasbergen umfasste der Herrschaftsbereich der Delmenhorster Grafen auch noch die Kirchspiele Bardewisch (bei Lemwerder), Berne, Ganderkesee, Holle, Schönemoor und Stuhr.
Über die Herrschaft Ottos sind nur einige wenige Details überliefert. Um das Ansehen seiner neuen Residenzstadt zu stärken, gründete Otto am 26. November 1286 mit Zustimmung der Oldenburger Grafenfamilie das Kollegiatstift „St. Marien“, das zweite Stift im Oldenburger Land nach dem Alexanderstift in Wildeshausen, weiterhin verfügte er die Einsetzung von acht Chorherren. Der Minnesänger Heinrich von Meißen soll den Hof Ottos II. besucht haben.
Otto II. war verheiratet mit Oda (genannt Gräfin von Sternberg), mit der er die folgenden Söhne hatte:
- Johann I. (1294–1347)
- Christian der Ältere (1294–1355)

Die Söhne regierten nach dem Tode des Vaters die Herrschaft Delmenhorst gemeinsam.